# Candelariella viae-lacteae
Candelariella viae-lacteae är en lavart som beskrevs av G. Thor & V. Wirth. Candelariella viae-lacteae ingår i släktet Candelariella och familjen Candelariaceae.   Inga underarter finns listade i Catalogue of Life.